# Erythrogonia odonsera
Erythrogonia odonsera är en insektsart som beskrevs av Medler 1963. Erythrogonia odonsera ingår i släktet Erythrogonia och familjen dvärgstritar. Inga underarter finns listade i Catalogue of Life.